# Trichosalpinx cedralensis
Trichosalpinx cedralensis är en orkidéart som först beskrevs av Oakes Ames, och fick sitt nu gällande namn av Carlyle August Luer. Trichosalpinx cedralensis ingår i släktet Trichosalpinx och familjen orkidéer. Inga underarter finns listade i Catalogue of Life.